# 多布羅沃利切斯凱
47°8′6″N 34°34′1″E / 47.13500°N 34.56694°E
多布羅沃利切斯凱（烏克蘭語：Добровольчеське）是位於烏克蘭東南部的村莊，由扎波羅熱州梅利托波爾區的奇卡洛韋市鎮負責管轄。該村始建於1922年，面積0.9平方公里，海拔高度77米，2001年人口210，人口密度每平方公里233.3人。